# Matisyahu
Matisyahu er Matthew Paul Millers (født 30. juni 1979) hebraiske kunstnernavn. Matisyahu er en populær amerikansk-jødisk reggae- og hiphopkunstner.
Da Matisyahu udkom med sit første album i 2004, troede folk at det var en joke. Han fusionerer ortodoks jødedom med traditionel dancehall, synkoperede afrikanske rytmer, akustisk guitar og tilbagelænede dubs serveret med et dragende og sublimt rytmisk flow.
Han er opdraget traditionelt jødisk, som han i sine tidlige teenageår gjorde modstand imod. Men som 14-årig vendte han alligevel tilbage til jødedommen, og snart derefter tog han til Israel for at lære om sin kulturelle baggrund.
I sine highschool år startede kærligheden for hiphop og reggae, og han begyndte at rappe og toaste. Langsomt fattede han større og større sympati for en bestemt sekt indenfor jødedommen og skiftede navn til Matisyahu, som er det hebraiske navn for Matthew. Dette blev udgangspunktet for det åndelige univers, hvorfra han skriver sine sange.

## Diskografi

### Album
- Shake off the Dust... Arise, (2004)
- Live at Stubb's, (2005)
- Youth, (2006)
- Light, (2009)
- Live at Stubb's, Vol. 2 (2011)
- Spark Seeker, (2012)
- Akeda, (2014)